# 복합소총
복합소총은 K11 복합소총, XM29 OICW과 같은 유탄발사기와 큰조준경과 소총이 하나로 되어있는 다용도 소총이다.

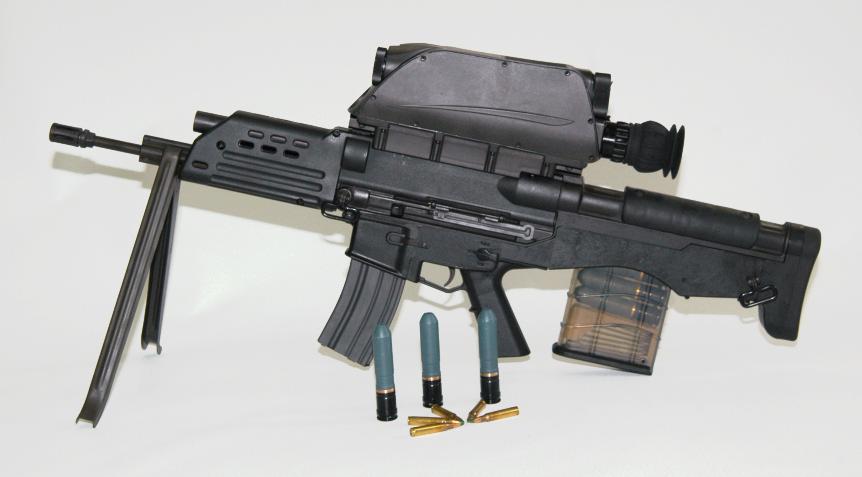
K11 복합형 소총 복합소총의 모습
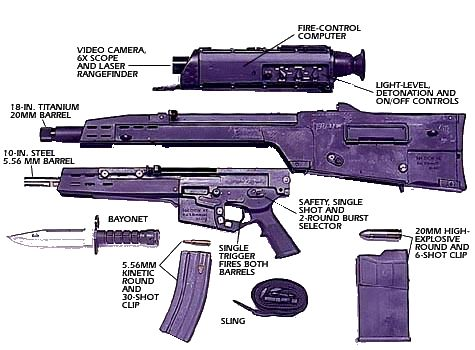
XM29 OICW의 설계도